# 吴从勇
吴从勇（1945年5月—），吉林长春人，中华人民共和国政治人物、外交官。日中友好会馆中方理事、中国前外交官联谊会理事、中国国际友人研究会副会长。

## 生平
毕业于北京外国语学院。曾任外交部亚洲司副处长、中国驻日本大使馆参赞兼总领事、中国驻福冈总领事、外交部办公厅副主任、驻尼泊尔大使、驻巴林王国大使。2014年12月22日，前往西京学院與師生互動交流，并作了题为《近期中日关系对两国政治、经济的影响》的报告。